# سلول خورشیدی آلی

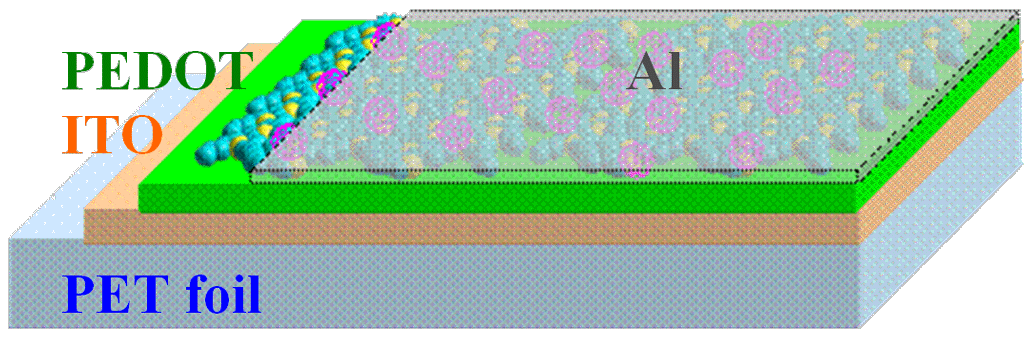
عکس. ۱. شماتیک سلولهای خورشیدی پلاستیکی. PET - پلی اتیلن ترفتالات، ITO - اکسید قلع ایندیم، PEDOT: PSS - پلی (۳٬۴-اتیلن دی اکسسیتینوفن)، لایه فعال (معمولاً یک پلیمر: مخلوط فولرن)، آلومینیوم.

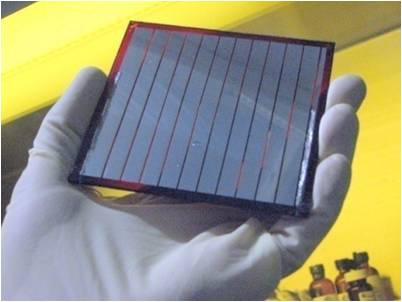
فتوولتائیک ارگانیک تولید شده توسط شرکت سولارمر.

سلول خورشیدی آلی (OSC) یا سلول خورشیدی پلاستیکی نوعی فتوولتائیک است که از الکترونیک آلی استفاده می‌کند و شاخه ای از الکترونیک است که برای جذب نور و حمل بار برای تولید برق از نور خورشید توسط اثر فتوولتائیک با پلیمرهای آلی رسانا یا مولکولهای کوچک آلی سروکار دارد. بیشتر سلولهای فتوولتائیک آلی سلولهای خورشیدی پلیمری هستند.
مولکولهای مورد استفاده در سلولهای خورشیدی آلی قابل پردازش با محلول و در توان بالا و ارزان هستند، در نتیجه برای تولید حجم زیاد هزینه کمی صرف می‌شود. همراه با انعطاف‌پذیری مولکولهای آلی، سلولهای خورشیدی آلی برای کاربردهای فتوولتائیک به‌طور بالقوه مقرون به صرفه هستند. مهندسی مولکولی (به عنوان مثال تغییر طول و گروه عاملی پلیمرها) می‌تواند نوار ممنوعه را تغییر داده و امکان تنظیم الکترونیکی را فراهم کند. ضریب جذب نوری مولکولهای آلی زیاد است، بنابراین می‌توان مقدار زیادی از نور را با مقدار کمی از مواد، معمولاً به ترتیب صدها نانومتر جذب کرد. مهمترین معایب مرتبط با سلولهای فتوولتائیک آلی در مقایسه با سلولهای فتوولتائیک معدنی مانند سلولهای خورشیدی سیلیکون، بازده و استحکام کم است.
در مقایسه با دستگاه‌های مبتنی بر سیلیکون، سلول‌های خورشیدی پلیمری دارای وزن سبکتری هستند (که برای حسگرهای خودمختار کوچک حائز اهمیت است)، از نظر توانایی یکبار مصرف، ارزان برای ساخت (گاهی اوقات با استفاده از الکترونیک چاپی)، قابل انعطاف، قابل تنظیم در سطح مولکولی و به‌طور بالقوه دارای اثرات زیست‌محیطی کمتری هستند. سلولهای خورشیدی پلیمری همچنین می‌توانند شفافیت خود را نشان دهند، کاربردهای چون استفاده در پنجره‌ها، دیوار، وسایل الکترونیک قابل انعطاف برای آنها پیشنهاد شده‌است. یک دستگاه نمونه در شکل ۱ نشان داده شده‌است. معایب سلولهای خورشیدی پلیمری نیز جدی است: آنها حدود ۱/۳ از راندمان مواد سخت را ارائه می‌دهند و تخریب قابل توجهی فتوشیمیایی را تجربه می‌کنند.
عدم کارایی و ثبات سلول‌های خورشیدی پلیمری، همراه با هزینه کم و افزایش بازده، آنها را به یک زمینه جذاب در تحقیقات سلول خورشیدی تبدیل کرده‌است. از سال ۲۰۱۵، بازده سلولهای خورشیدی پلیمری به بیش از ۱۰٪ از طریق ساختار پشت سر هم افزایش یافته‌است. در سال ۲۰۱۸، رکورد این مقدار به ۱۷٫۳ درصد رسید و رکورد شکست که از طریق ساختار پشت سر هم به دست آمد.

## فیزیک

شکل ۲: نمونه‌هایی از مواد آلی فتوولتائیک آلی

سلول فتوولتائیک یک دیود نیمه رسانا ویژه است که نور را به جریان مستقیم (DC) تبدیل می‌کند. بسته به شکاف باند مواد جذب کننده نور، سلولهای فتوولتائیک همچنین می‌توانند فوتونهای کم مصرف، مادون قرمز (IR) یا پر انرژی، فرابنفش (UV) را به الکتریسیته DC تبدیل کنند. ویژگی مشترک هر دو مولکول و پلیمرهای کوچک (شکل ۲) که به عنوان ماده جذب کننده نور در فتوولتاییکها استفاده می‌شود این است که همه آنها دارای سیستم بزرگ مزدوج هستند. یک سیستم مزدوج که از اتم‌های کربن با پیوند کووالانسی متناوب تشکیل می‌شود. الکترون این هیدروکربن به شکل یک پیوند π از ابعاد محلی مداری با π * پادپیوند مداری است. اوربیتال نامتمرکز π بالاترین مدار مولکولی اشغالی (HOMO) است و مداری π * پایینترین مدار مولکولی غیرقابل استفاده (LUMO) است. در فیزیک نیمه رسانا آلی، HOMO نقش نوارهای هدایت و ظرفیت را به عهده می‌گیرد در حالی که LUMO به عنوان باند انتقال استفاده می‌شود. جداسازی انرژی بین سطح انرژی HOMO و LUMO شکاف باند مواد الکترونیکی ارگانیک در نظر گرفته شده‌است و به‌طور معمول در محدوده ۱–۴ الکترون‌ولت است.

## انواع اتصالات

### تک لایه

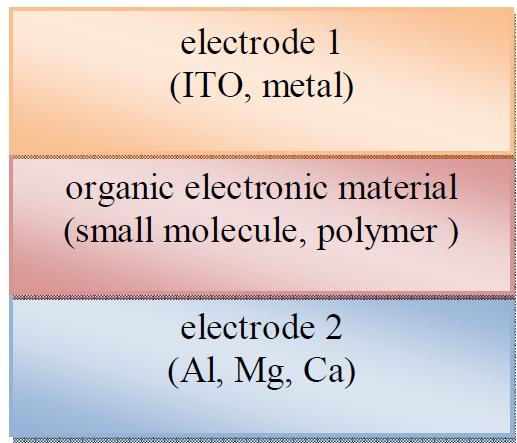
شکل ۳: طرح یک سلول فتوولتائیک آلی تک لایه

سلولهای فتوولتائیک آلی تک لایه ساده‌ترین شکل هستند. این سلول‌ها با ساندویچ کردن یک لایه از مواد الکترونیکی ارگانیک بین دو صفحه رسانای فلزی، به‌طور معمول یک لایه از اکسید قلع ایندیم (ITO) با کارکرد بالا و یک لایه از فلز با عملکرد کم مانند آلومینیوم، منیزیم یا کلسیم ساخته می‌شوند. ساختار اساسی چنین سلولی در شکل ۳ نشان داده شده‌است.

## تولید
از آنجا که لایه فعال آن تا حد زیادی کارایی دستگاه را تعیین می‌کند، مورفولوژی این مؤلفه مورد توجه بسیاری قرار گرفته‌است.

### اثرات حلال
شرایط پوشش چرخشی و تبخیر بر راندمان دستگاه تأثیر می‌گذارد. حلال و مواد افزودنی بر مورفولوژی اهداکننده-پذیرنده تأثیر می‌گذارد. مواد افزودنی باعث کاهش سرعت تبخیر می‌شوند و منجر به پلیمرهای کریستالی تر و در نتیجه باعث افزایش هدایت و بازده می‌شوند. مواد افزودنی معمولی شامل ۱٬۸-اکتانیدیتول، ارتو دیکلروبنزن، ۱٬۸-دیودودوکتان (DIO)، و نیتروبنزن است. اثر DIO به حلالیت انتخابی اجزای PCBM نسبت داده شد، اساساً فاصله متوسط پرتاب الکترونها را تغییر می‌دهد، و در نتیجه تحرک الکترون را بهبود می‌بخشد. مواد افزودنی همچنین می‌تواند منجر به افزایش زیاد راندمان پلیمرها شود.

## سایر سلولهای خورشیدی نسل سوم
- سلول‌های خورشیدی رنگ‌حساس
- سلول فوتوالکتروشیمیایی